# Čebele
Čebele (znanstveno ime Anthophila, latinsko cvetoljubi) so nerangiran takson žuželk, ki ga uvrščamo med kožekrilce, natančneje v podred ozkopasih os (Apocrita). Poznano je približno 20.000 vrst čebel, ki so razdeljene v sedem do devet družin. Njihova glavna značilnost je prilagojenost hranjenju z nektarjem in s cvetnim prahom, s čimer hranijo tudi svoje ličinke. V ta namen imajo posebne strukture za prenašanje in shranjevanje peloda, največkrat v obliki posebno oblikovanih dlačic na telesu. V ekosistemu so pomembni opraševalci, saj oprašijo 70 odstotkov rastlin (od tega medonosna čebela 50 %) in 50 odstotkov poljščin. Poljščine, ki jih oprašijo čebele, zagotavljajo tretjino človeške oskrbe s prehrano.
Med njimi je najbolj znana družina pravih čebel (Apidae), kamor uvrščamo čmrlje (rod Bombus) in medonosne čebele (rod Apis), od katerih je v Sloveniji prisotna domača čebela (Apis mellifera) oz. njena avtohtona podvrsta kranjska čebela (Apis mellifera carnica).

## Telesne značilnosti
Najpomembnejši razliki, po katerem čebele ločimo od drugih kožekrilcev, sta: 
- njihov ščit (pronotum) ob strani oprsja ne sega nazaj do izrastkov zunanjega skeleta (tegul), ki od zgoraj prekrivata bazo kril.
- široke, ploščate in pogosto kosmate zadnje noge

Spola se na zunaj ločita po številu členov tipalnic - samci jih imajo 13, samice pa 12.
Večinoma imajo dobro razvit in dolg, koničast jeziček (glossa, ki ga tvori preobražen del ustne oz. labiuma, in ga analogno podobnim strukturam drugih živali imenujemo tudi proboscis) za srkanje nektarja, vendar to ni značilnost vseh čebel. Čebele iz rodov Hylaeus in Colletes imajo kratek jeziček, podoben osjemu, ki je na koncu širši kot pri bazi, pri rodu Andrena in sorodnih pa je sicer koničast, a razmeroma kratek. Po dolžini jezička delimo čebele na dve neformalni skupini, kratkojezičaste in dolgojezičaste. Poleg jezička vsebuje obustni aparat tudi grizalo, ki ga čebele, podobno kot ose, uporabljajo za gradnjo gnezda. Večina čebel ima obrambno strukturo - želo, ki je modificirana leglica, povezana s strupno žlezo. Brez žela so samo predstavniki poddružine neželatih čebel (Meliponinae), ki sodijo med prave čebele (Apidae).
Različne vrste čebel imajo različne strukture za prenašanje peloda in nektarja. Večinoma so to področja s posebno gostimi in razvejanimi dlakami, ki se nahajajo na zadnjih nogah ali spodnji strani zadka, nekatere vrste pa nabrano pašo prenašajo v golši. Najbolj specializirane strukture za prenašanje peloda imajo prave čebele, ki imajo ob robovih tibij zadnjih nog vrsti dolgih, zakrivljenih dlak, ki oblikujejo nekakšno košaro. Tja počešejo pelod, ki se jim je nabral na telesu ob obiskovanju cvetov, in ga utrdijo z izbljuvanim nektarjem v kompaktno kepo. Dlake čebel nosijo elektrostatični naboj, zaradi katerega se pelod »prilepi« nanje.
Najmanjše čebele pripadajo vrsti Trigona minima in zrastejo do 2,1 mm v dolžino, največje pa so samice Wallaceove orjaške čebele z Indonezije, ki zrastejo do skoraj štirih centimetrov v dolžino in imajo premer kril do 63 mm.

## Življenje
Poleg obiskovanja cvetov iz katerih srkajo nektar, je najočitnejša značilnost življenja čebel skrb za potomstvo, ki je eden od predpogojev za razvoj kompleksnih kolonij, kot jih poznamo pri domači čebeli. Samica poleg nektarja na cvetovih nabira pelod; nektar ji služi kot vir energije za fizične aktivnosti, delno prebavljen pelod pa predstavlja glavni vir beljakovin za ličinke. Hrana za ličinke je izbljuvan izloček obustnih žlez, sestavljen iz nektarja, peloda in določenih prebavnih encimov. Ličinke mnogih vrst živijo zaprte v kamricah v gnezdu, ki jih čebela zalaga s tako izbljuvano hrano po potrebi, dokler ne odrastejo. Kamrice so zgrajene iz voska, tega čebele izločajo iz žlez na zadku.
Življenjska doba čebele in število njenih potomcev sta zelo odvisna od tega, ali je vrsta samotarska, ali živi v skupnosti, ter od intenzivnost dela. Spomladi in v prvi polovici poletja čebele lahko veliko delajo, zato je njihova življenjska doba samo 40 dni, medtem ko v drugi polovici leta delajo manj in tako lahko živijo dlje, tudi do 60 dni. Nazadnje vzgojene čebele pa živijo do naslednje pomladi.

### Nastanek kolonij
Večina vrst čebel je samotarskih, gnezdijo največkrat v luknjah, ki si jih izkopljejo v tleh, ali votlem lesu. Skupina pa je najbolj poznana po predstavnikih, ki tvorijo kolonije. Znotraj skupine socialnih čebel poznamo več stopenj kompleksnosti kolonij, od enostavnih gnezd, ki jih zavzemajo osebki iz iste generacije in skrbijo vsak za svoje potomstvo (npr. pri vitkih in peščinskih čebelah), do dovršenih skupnosti, ki jih sestavljajo morfološko različni osebki z različnimi funkcijami (t. i. evsocialnost), kot jih tvori domača čebela. Fosilni dokazi kažejo tudi na to, da se je socialnost med čebelami razvila večkrat, zaradi česar so čebele priročen subjekt za preučevanje evolucije socialnosti. Kot drugi kožekrilci imajo tudi čebele haplodiploidni mehanizem določanja spola. Samci so haploidni, samice pa diploidne – imajo samo eno garnituro kromosomov, posledica česar je, da so potomke ene matice in enega trota bolj podobne med seboj po genskem zapisu. Genetsko gledano imajo tako potomke ene čebele večjo korist od skrbi za potomstvo sester kot bi jo imele, če bi bile diploidne. To je drugi dejavnik, ki pospešuje razvoj evsocialnosti, tretji pa gradnja stalnega gnezda, ki ga lahko zasedajo živali več zaporednih generacij.
Komunikacija med osebki je ključna za vzdrževanje skupnosti. S telesnim stikom, natančneje z otipavanjem s tipalnicami, si čebele izmenjujejo informacije o kakovosti in vrsti paše, glavnino komunikacijskih signalov pa predstavljajo vibracije. Te proizvajajo z ritmičnim nihanjem oprsja, pri čemer sodelujejo tudi krila. Pogosto je te signale možno slišati – pri domači čebeli kot t. i. »pipanje« in »tutanje« – vendar čebele zaznajo predvsem komponento signala, ki se prenaša po podlagi, z mehanoreceptorji v nožnih sklepih, pa tudi zračne vibracije s čutilnimi dlakami, tipalnicami in drugimi nespecifičnimi receptorji. Poseben primer komunikacije pa je zibajoči ples delavk domače čebele in sorodnih vrst, ki je abstraktno sporočilo o smeri, kakovosti in oddaljenosti paše. Komunikacijske signale so preučevali predvsem pri domači čebeli, vendar je njihova interpretacija težavna, saj je pomen za sprejemnika odvisen tako od njegove motivacije kot od konteksta, v katerem so uporabljeni.

## Ekologija
Predstavnike čebel najdemo na vseh celinah, razen na Antarktiki.
Skoraj vse čebele so rastlinojede, po čemer jih enostavno ločimo od os in drugih kožekrilcev, tudi kadar so jim zelo podobne. Večina čebel je specializirana na obiskovanje nekaj sorodnih rastlinskih vrst (so oligolektične), nekatere med njimi pa so izrazito polilektične – nabirajo pelod iz mnogo različnih vrst rastlin. Znotraj skupine so se ločeno razvile še nekatere druge prilagoditve na gostiteljske rastline, kot je uporaba rastlinskega materiala za gradnjo gnezd in zbiranje rastlinskih olj poleg peloda in nektarja. Pri rastlinah, ki jih specifično obiskuje določena čebelja vrsta, so se razvile strukture, ki privabljajo to vrsto čebel, kot so barvni vzorci, ki jo usmerjajo proti viru nektarja in razmnoževalne strukture (prašniki in pestiči) na poti do tja. Opraševanju čebel pravimo melitofilija in je poseben primer zoofilije (opraševanja s strani živali). Danes obstaja mnogo parov čebeljih in rastlinskih vrst, ki drug brez drugega ne bi mogli preživeti. Obiskovanje cvetov izkoriščajo številni plenilci, ki lovijo čebele, npr. pajki, roparske stenice in druge žuželke, v letu pa jih plenijo ptiči, najbolj znan med katerimi je čebélar.
Poleg življenja v kolonijah se je med čebelami razvilo tudi mnogo primerov zajedavstva. Gre za t. i. kleptoparazitizem, kjer ena čebelja vrsta zajeda drugo. Mnogo zajedavskih vrst je izgubilo strukture za nabiranje peloda in postale so bolj podobne osam, sicer pa obstaja več vrst zajedavstva. Nekatere take čebele izležejo jajčece v založeno celico v satju, od koder ličinka nato izrine ličinko gostiteljske vrste (podobno kot kukavice).
Največje kolonije domačih čebel, ki jim gnezdo (panj) zagotovi človek, lahko dosežejo do 40.000 osebkov, večina drugih vrst pa tvori manjše skupnosti po nekaj deset do največ nekaj sto osebkov.

### Pomen za človeka
Približno tretjina svetovnega pridelka hrane zraste na rastlinah, ki so jih oprašile živali, velik delež česar s svojim načrtnim zbiranjem peloda prispevajo čebele. Zaradi tega je pomen čebel za preživetje človeštva kritičen. Med je poleg tega eden redkih prehrambenih izdelkov, ki ga ljudje uživamo nepredelanega. Vrednost pridelka, za katerega oprašitev so poskrbele čebele, samo v ZDA ocenjujejo na 15 milijard dolarjev. Tamkajšnji pridelovalci sadja, detelje in drugega pogosto povečujejo pridelek tako, da najamejo čebelarje, ki pripeljejo panje domačih čebel v bližino nasadov.
Človek ogroža čebele predvsem z neselektivnim škropljenjem poljščin s pesticidi. Pesticidi lahko zastrupijo čebele neposredno ali s kontaminacijo vira hrane. Pri domačih čebelah, kjer se populacijska dinamika najpozorneje spremlja, je to že privedlo do opaznega povečanja smrtnosti. Verjetno so pesticidi eden izmed faktorjev, ki prispeva k sindromu propada čebeljih družin (angleško Colony Collapse Disorder oz. CCD), ki je v zadnjem času deležen veliko pozornosti strokovne in širše javnosti. Če upoštevamo, da so čebele neposredno odgovorne za velik del svetovnega pridelka hrane, lahko izginjanje domačih čebel ob hkratnem izginjanju drugih opraševalcev privede do globalnih težav s preskrbo s hrano. V splošnem naj bi se škropljenje izvajalo zvečer, ko čebele niso aktivne. Vse čebele poleg kemikalij ogroža tudi izguba habitatov in sajenje monokultur, kar še povečuje odvisnost pridelka od domačih čebel.

#### Padec v številu opraševalcev
Za upad populacij čebel je več vzrokov. Pesticidi za zaščito zrnja, kot so neonikotinoidi klotianidin, imidakloprid in tiametoksam, spadajo med najbolj znane osumljence.. Kot nadomestek za medonosne vrste se vse bolj goji in za opraševanje uporablja druge čebelje vrste, kot so na primer samotarske čebele zidarice.
Izvirni opraševalci so med drugim čmrlji in čebele samotarke, ki pogosto preživijo v zavetju divjine, proč od  škropljenih poljedelskih površin. Kljub temu lahko postanejo žrtev množičnega škropljenja proti  komarjem, veščam, ali drugim žuželčjim nadlogam. Uporaba pesticidov je dalje razlog za zaskrbljenost, vendar je za opraševalce, med njimi za čebele, resen problem tudi izguba habitatov z bogato floro kot virom hrane. Zadnjih 70 let je severna polobla doživela intenzifikacijo kmetijstva, kar je zmanjšalo obilnost in raznolikost divjih rož.
Maja 2013 je Evropska unija sprejela direktivo, ki omejuje uporabo neonikotinoidov. Leta 2014 je Medvladni forum o podnebnih spremembah izdal poročilo, po katerem globalno segrevanje pomeni vse večjo nevarnost za preživetje čebel in drugih žuželk opraševalk. Vzrok so premiki njihovih življenjskih prostorov in spremembe v letnih časih. Podnebne spremembe so povzročile premikanje naravnih pašnih območij, ki jim čebele niso mogle slediti. Poleg tega so se čebele začele prebujati v času, ko rastline še niso začele cveteti.

#### Motnja propadanja čebeljih družin
Med letoma 1972 in 2006 je v ZDA prišlo do dramatičnega upada številčnosti prosto živečih medonosnih čebel, tako da so dandanes skoraj popolnoma izumrle. Hkrati je prišlo do pomembnega, čeprav nekoliko bolj postopnega upada v številu čebelarskih kolonij. Ta upad je posledica vseh mogočih vplivov, kot so urbanizacija, sistematična uporaba pesticidov, čebelje pršice in varoje ter upadanje dejavnosti čebelarjev in njih števila. Vendar pa je konec leta 2006 in v začetku leta 2007 izčrpanost dosegla tak obseg, da se je je prijelo ime sindrom propadanja čebeljih družin.
Po več letih raziskav in skrbi je skupina znanstvenikov pod vodstvom Jerryja Bromshenka objavila oktobra 2010 članek, v katerem navaja, da so v vsaki od mrtvih kolonij naleteli na nov virus na osnovi DNK, t. i. nevretenčarski mavričasti virus - invertebrate iridescent virus ali IIV6 -, in pa glivo Nosema ceranae. V raziskavi so ugotovili, da od obeh faktorjev nobeden sam po sebi ni bil smrten, njuna kombinacija, to je virus skupaj z Nosema ceranae, pa je pomenila smrt v 100 % primerov. Po Bromshenku ni jasno, ali je vzrok v enem od faktorjev, ki čebele do take mere oslabi, da jih drugi faktor potem pokonča, ali pa gre za medsebojno ojačanje uničevalne sposobnosti obeh vplivov. "Gre za kofaktorja, več ta trenutek ne moremo reči. V vseh teh kolonijah, ki jih je pobralo, sta prisotna oba." preiskave pojava so spremljale velike skrbi glede narave in obsega izgub. Leta 2009 so nekatera poročila iz ZDA navajala, da tretjina čebeljih kolonij zime ni preživela, Znano je pri tem pa, da zima običajno pobere okoli 25 %. Konec maja 2012 je švicarska vlada javila, da polovica čebelje populacije zime ni preživela. Kot glavni vzrok za upad se je navajalo varozo.

## Sistematika in evolucija
Fosilni ostanki čebel so izjemno redki, presenetljivo je predvsem, da jih ni v ostankih iz večjega dela krede. Najstarejši fosil pripada vrsti Cretotrigona prisca iz družine pravih čebel (Apidae), datirajo ga v konec krede. Kljub temu, da gre samo za en osebek, pa iz dejstva, da pripada eni od »modernih« družin utemeljeno sklepajo, da so čebele starejši takson, znotraj katerega je že pred tem prišlo do radiacije čebeljih taksonov. Po fosilih sorodnih kožekrilcev in hitri radiaciji kritosemenk v tistem obdobju sklepajo, da so se od skupnih prednikov ločile v sredini krede, pred 110 do 120 milijoni let. Do konca krede je tako obstajala že večina modernih taksonov.
Kljub temu je verjetno pretirano mnenje nekaterih znanstvenikov, da so ravno čebele omogočile takšen uspeh kritosemenk, saj v začetku njihova vloga opraševalcev gotovo ni bila tako pomembna kot danes. Povezave med rastlinami in različnimi opraševalci so obstajale že milijone let pred nastankom čebel, kar so slednje le izkoristile. So pa čebele radiacijo nedvomno pospešile, saj so se v pozni kredi razvile mnoge rastlinske prilagoditve na opraševanje s strani žuželk. Pred okoli 90 milijoni let so tako že obstajali tipi cvetov, ki so danes tesno povezani s čebeljim opraševanjem. Fosili čebel iz oligocena in kasnejši imajo v grobem že enake značilnosti kot današnje čebelje skupine, tako da iz njih ni mogoče preučevati sorodnosti.
Po telesni zgradbi so čebele zelo podobne osam grebačam (skupina Spheciformes), s katerimi tvorijo naddružino čebeljelikih kožekrilcev (Apoidea). Od njih se ločijo predvsem po strukturah, namenjenih zbiranju in prenašanju peloda ter nektarja. Dolgo časa so obe skupini kožekrilcev obravnavali ločeno, kasneje pa se je izkazalo, da so ose grebače parafiletske v odnosu do čebel in obe naddružini je bilo potrebno združiti v eno naravno skupino. Ker je znanstveno ime za čebele starejše od tistega za grebače, se je za skupno naddružino uveljavilo ime Apoidea, čebelje družine pa sedaj združujemo v neformalno skupino, imenovano Anthophila (včasih tudi Apiformes).

### Čebele v Sloveniji
Za Slovenijo je do zdaj znanih okoli 550 vrst čebel, največ med njimi iz rodu peščinskih čebel (Andrena), ki gnezdijo v tleh. Najbolj znana pa je domača čebela (Apis mellifera), natančneje njena podvrsta kranjska sivka (Apis mellifera carnica), okoli katere se je razvila tradicija čebelarstva. V Sloveniji se načrtno vzgaja izključno kranjsko sivko, le ob meji z Italijo se lahko pojavljajo križanci z apeninsko podvrsto – italijansko čebelo (Apis mellifera ligustica). Največje slovenske vrste so lesne čebele iz rodu Xylocopa, ki dosežejo do 2,5 cm dolžine.

## Kulturne reference
Ljudje se že dolgo zavedajo pomena čebel za pridelavo hrane, zaradi česar so le-te, še posebej domača čebela, trdno zasidrane v mitologiji, religiji in kulturi.
V antičnih kulturah ob Egejskem morju in na Bližnjem vzhodu so imeli čebele za svete živali, ki povezujejo naravni svet s podzemljem. Čebelji motivi so pogosti v okrasju grobnic, pogrebne komore (Tholosi) Mikencev iz bronaste dobe pa so bile celo oblikovane kot satje.